# Windhoek-Elisenheim

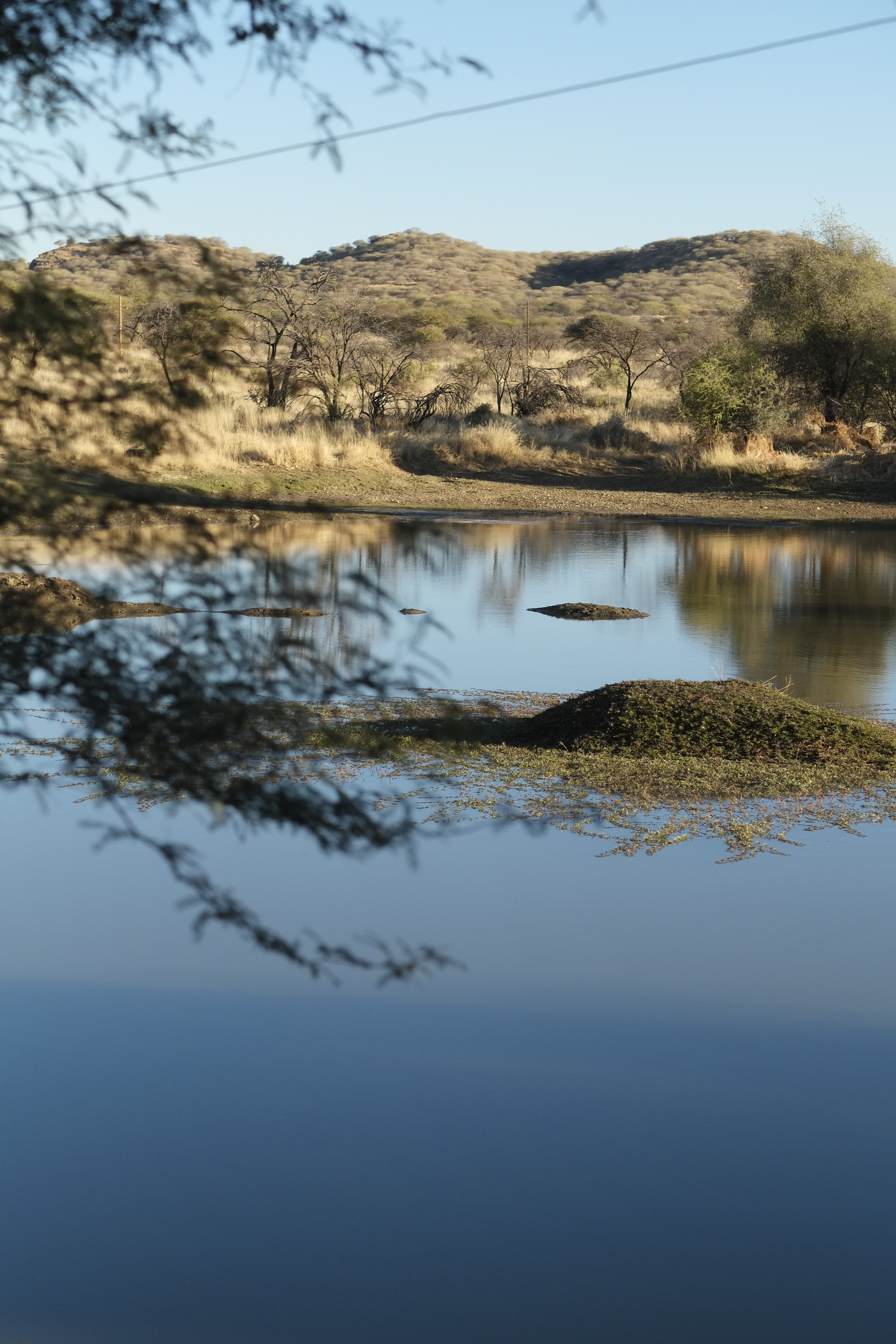
Stausee auf Elisenheim

Elisenheim, auch Elisenheim Lifestyle Village Estate, ist als Gated Community eine Vorstadt der namibischen Hauptstadt Windhoek. Sie liegt auf der gleichnamigen Farm, etwa 14 Kilometer nördlich des Windhoeker Stadtzentrums. Die Planungen für die Community haben 2005 auf etwa 1200 Hektar begonnen. Erste Häuser wurden 2010 fertiggestellt. Etwa 60 Prozent des Landes sind für die Bebauung, 40 Prozent als Naturschutzgebiet vorgesehen.
Elisenheim umfasst unter anderem 6000 Grundstücke, ein kleines Einkaufszentrum und eine Kirche. Öffentliche Einrichtungen wie u. a. eine Schule sind geplant.
Seit 2011 ist Elisenheim ein Stadtteil von Windhoek.